# Dewey (hrabstwo Portage)
Dewey – miasto w Stanach Zjednoczonych, w stanie Wisconsin, w hrabstwie Portage.